# Džbány

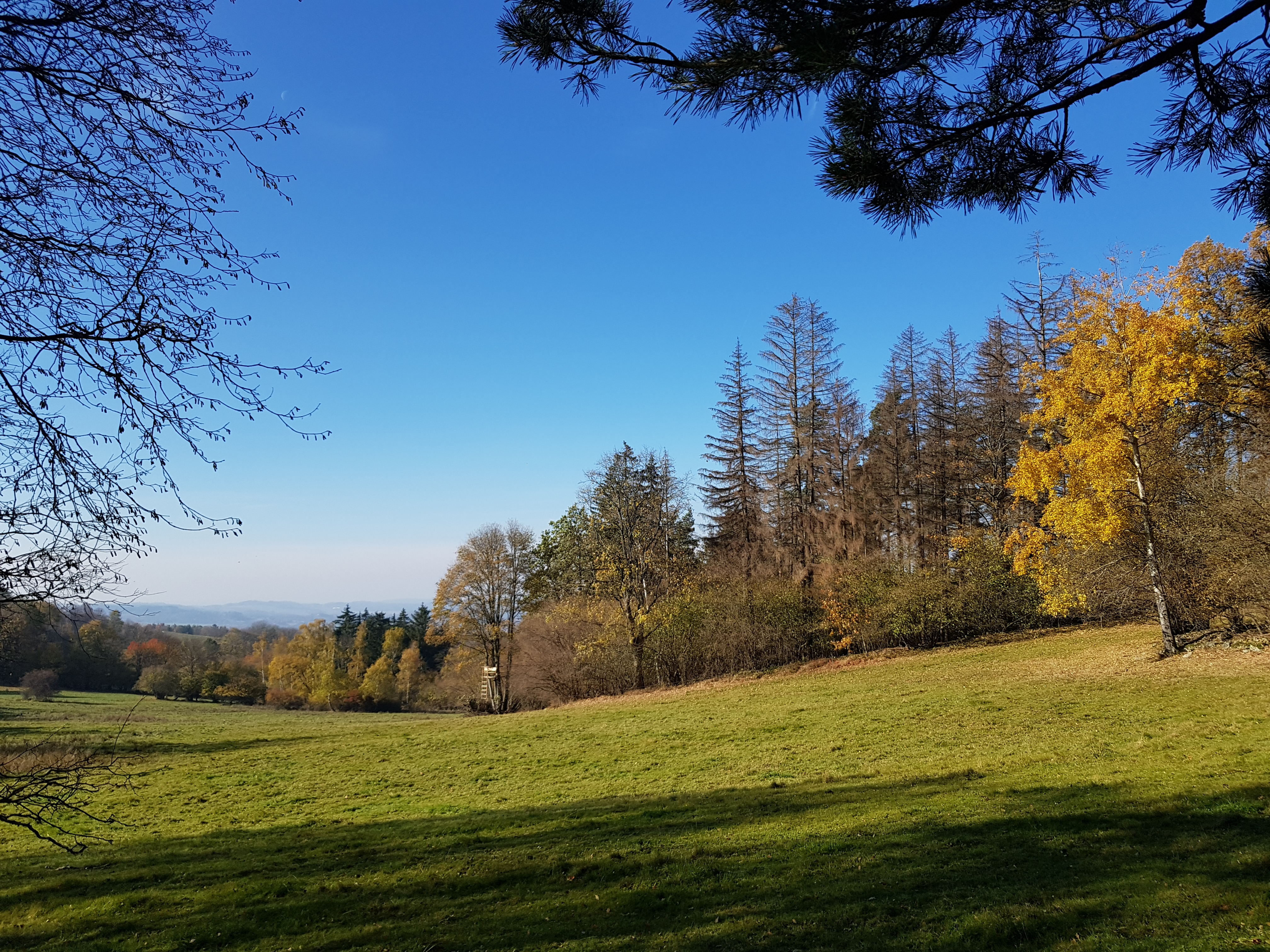
Vrcholný hřbet Džbánů

Džbány (688 m n. m.) jsou výrazný kopec ve Vlašimské pahorkatině, na severním okraji oblasti Česká Sibiř, 4 km severovýchodně od Votic a 13 km západně od legendární hory Blaník.

## Ochrana přírody
Džbány jsou dominantou jižní části přírodního parku Džbány-Žebrák, který byl vyhlášen v roce 1996 v krajině mezi Voticemi, Jankovem, Líšnem a Tomicemi, o rozloze 53 km². Chráněná je tu krajina, která má takřka podhorský charakter, jsou tu rozsáhlé lesní plochy a louky s remízky, pramennými oblastmi a rybníky. Severní části parku dominuje vrchol Žebrák (585 m n. m.).
Na severozápadním svahu se rozkládá přírodní památka Kališťské louky a mokřady, vyhlášená v roce 2016 k ochraně lučních a mokřadních biotopů s výskytem ohrožených druhů rostlin (vstavačovité rostliny, vrbovka bahenní, mochna bahenní a rozrazil štítkovitý) a živočichů (zejména silně ohrožený chřástal polní a několik druhů obojživelníků).

## Přístup

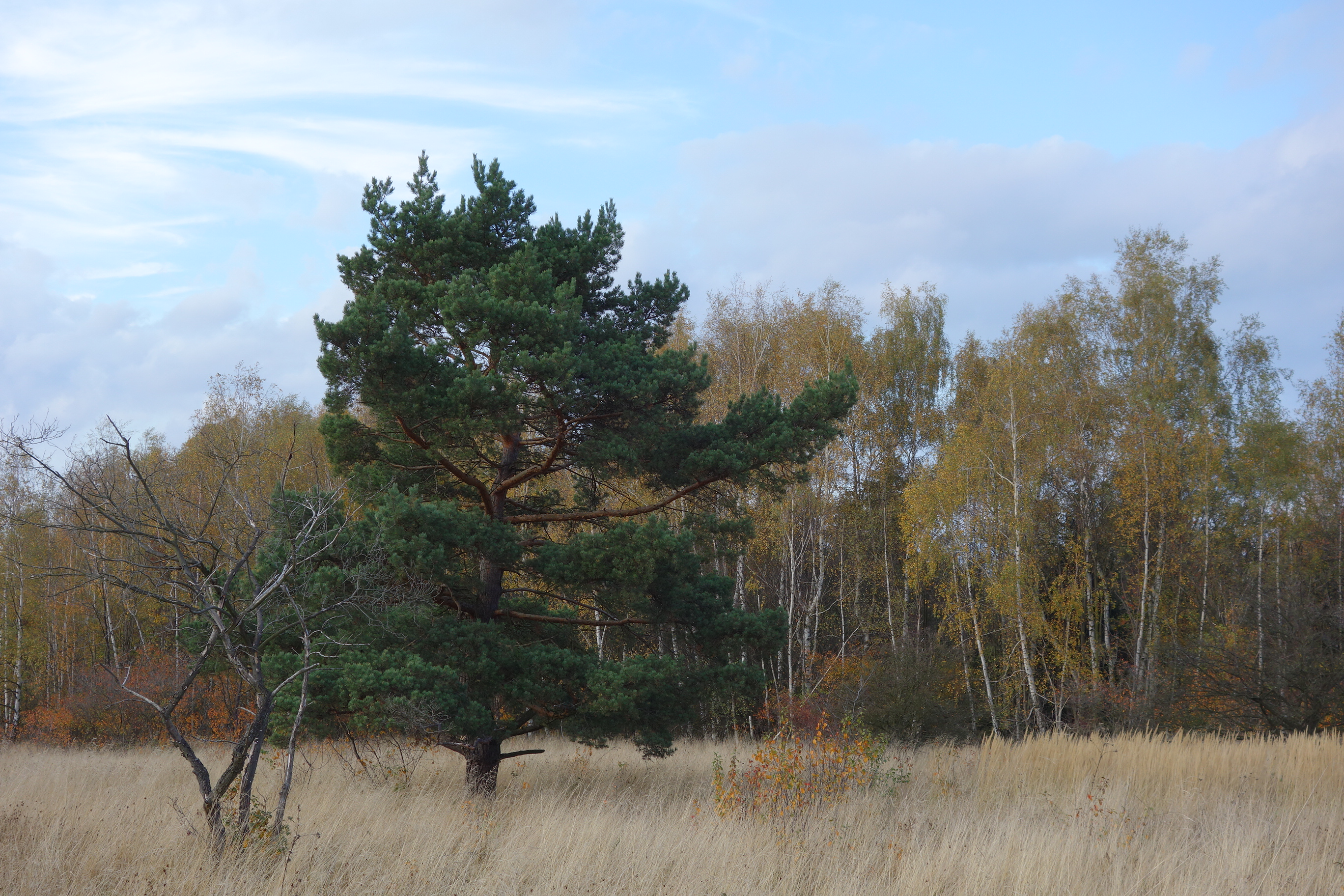
Kališťské louky a mokřady

Džbány jsou přístupné po červeně značené cestě od Votic, která vede přírodním parkem dál na sever až do Bystřice u Benešova. Nejkratší přístup vede z Kaliště po zmíněné červené značce, která vrchol míjí o 200 metrů. V nejvyšším bodě cesty lze odbočit doprava a po louce vystoupat až na vrchol. Celá cesta z Kaliště měří jen 1 km s převýšením 60 metrů.
Podstatně hodnotnější výstup vede z Otradovic, nejprve po naučné stezce Po stopách bitvy u Jankova, věnované jedné z nejkrvavějších bitev třicetileté války. Naučná stezka se po 600 metrech napojí na žlutě značenou cestu od Jankova, která prudce stoupá na rozcestí Džbány. Za ním odbočuje doprava neznačená polní cesta směrem k 500 metrů vzdálenému vrcholu. Celý výstup z Otradovic měří 2,5 km s převýšením 150 metrů.